# (134860) 2000 OJ67
(134860) 2000 OJ67, também escrito como (134860) 2000 OJ67, é um objeto transnetuniano (TNO) localizado no cinturão de Kuiper, uma região do Sistema Solar, ele é classificado como um cubewano. O mesmo possui uma magnitude absoluta (H) de 6,1 e, tem um diâmetro com cerca de 138 km, por isso existem poucas chances que possa ser classificado como um planeta anão, devido ao seu tamanho relativamente pequeno. Este corpo celeste é um sistema binário, o outro componente, o S/2003 (134860) 1, possui um diâmetro estimado em cerca de 107 km.

## Descoberta
(134860) 2000 OJ67 foi descoberto no dia 29 de julho de 2000 por Marc W. Buie e Susan D. Kern.

## Órbita
A órbita de (134860) 2000 OJ67 tem uma excentricidade de 0.020, possui um semieixo maior de 43,015 UA e um período orbital de cerca de 282 anos. O seu periélio leva o mesmo a uma distância de 42,169 UA em relação ao Sol e seu afélio a 43,862 UA.